# The Seekers
The Seekers is een groep uit Australië afkomstige door folkmuziek geïnspireerde muzikanten, ontstaan in Melbourne in 1963. Het was de allereerste Australische popgroep die met hoge noteringen en verkopen doorbrak in het Verenigd Koninkrijk en de Verenigde Staten.

## Ontstaan
The Seekers werden gevormd door Athol Guy op de contrabas en Keith Potger en Bruce Woodley op gitaar. Later kwam hier (jazz)zangeres Judith Durham bij. Na enkele successen in Australië zelf kreeg de groep de kans om de wereld rond te trekken op een cruiseschip als onboard entertainers. In 1964 bleven ze steken in Engeland, waar ze ontdekt werden door songwriter-producer Tom Springfield, de broer van Dusty Springfield. Hij produceerde bijna alle succesvolle nummers en schreef mee aan veel van hun hits. Het succes was met name te danken aan de combinatie van Judith Durhams stem, de bijna close-harmony achtergrondzangen en hun vredelievende teksten. Vanaf 1964 kwam een stroom van top 10-albums en -singles op gang die tot 1968 aanhield. In 1967 won het viertal de titel Australiër van het jaar.
Begin 1968 gaf Judith Durham aan de band te willen verlaten om een solocarrière te beginnen. Na een liveoptreden in de "Talk of the town" traden ze voor het laatst op in een BBC-uitzending met de titel Farewell The Seekers.
Van dit optreden werden pas jaren later een cd en een video uitgebracht op het label Mushroom.
Keith Potger richtte na het uiteenvallen van The Seekers de groep The New Seekers op. 

### Tour
In de jaren negentig kwamen de originele bandleden weer bij elkaar en sindsdien treden ze met enige regelmaat in Australië op. Zo was er in 1993 een uitgebreide tournee onder de naam The Silver Jubilee Tour met meer dan 100 optredens. Ook daarna zijn er nog optredens geweest, onder andere in Engeland in 1994 en 1995 in de Royal Albert Hall en de Wembley Arena. 
In 1997 verscheen een nieuwe cd onder de titel Future Road.
Op uitnodiging van André Rieu speelden The Seekers mee tijdens een tournee van Rieu door Australië in 2011.
In verband met hun 50-jarig jubileum in 2012 was er in 2013 weer een uitgebreide tour door Australië onder de titel Golden Jubilee Tour.
In 1964 heeft de Nederlandse band The Shepherds het nummer I'll Never Find Another You in het Nederlands gecoverd als Mensen zoals wij.

## Hits
Enkele van hun bekendste nummers zijn:
- I'll Never Find Another You (1965)
- A World of Our Own  (1965)
- The Carnival Is Over (1966)
- Some Day, One Day (1966) (geschreven door Paul Simon)
- Georgy Girl (1967)

### NPO Radio 2 Top 2000
| Nummers met noteringen in de NPO Radio 2 Top 2000 | '99  | '00-'01 | '02  | '03  | '04  | '05  | '06  | '07  | '08  | '09  |
| ------------------------------------------------- | ---- | ------- | ---- | ---- | ---- | ---- | ---- | ---- | ---- | ---- |
| A World of Our Own                                | 1550 | -       | 1678 | -    | -    | -    | -    | -    | -    | -    |
| The Carnival Is Over                              | 1383 | -       | 1241 | 1546 | 1570 | 1805 | 1783 | 1621 | 1671 | 1912 |

1. ↑  Een '-' betekent dat het nummer niet was genoteerd en een vetgedrukt getal geeft de hoogste notering van een nummer aan.
2. ↑  Deze tabel is bijgewerkt tot en met de laatste editie (2024).

### Evergreen Top 1000
| Evergreen Top 1000 "I'll Never Find Another You - Seekers" | Evergreen Top 1000 "I'll Never Find Another You - Seekers" | Evergreen Top 1000 "I'll Never Find Another You - Seekers" | Evergreen Top 1000 "I'll Never Find Another You - Seekers" | Evergreen Top 1000 "I'll Never Find Another You - Seekers" | Evergreen Top 1000 "I'll Never Find Another You - Seekers" | Evergreen Top 1000 "I'll Never Find Another You - Seekers" | Evergreen Top 1000 "I'll Never Find Another You - Seekers" | Evergreen Top 1000 "I'll Never Find Another You - Seekers" | Evergreen Top 1000 "I'll Never Find Another You - Seekers" | Evergreen Top 1000 "I'll Never Find Another You - Seekers" | Evergreen Top 1000 "I'll Never Find Another You - Seekers" | Evergreen Top 1000 "I'll Never Find Another You - Seekers" | Evergreen Top 1000 "I'll Never Find Another You - Seekers" | Evergreen Top 1000 "I'll Never Find Another You - Seekers" | Evergreen Top 1000 "I'll Never Find Another You - Seekers" | Evergreen Top 1000 "I'll Never Find Another You - Seekers" |
| Jaar                                                       | 2008                                                       | 2009                                                       | 2010                                                       | 2011                                                       | 2012                                                       | 2013                                                       | 2014                                                       | 2015                                                       | 2016                                                       | 2017                                                       | 2018                                                       | 2019                                                       | 2020                                                       | 2021                                                       | 2022                                                       | 2023                                                       |
| ---------------------------------------------------------- | ---------------------------------------------------------- | ---------------------------------------------------------- | ---------------------------------------------------------- | ---------------------------------------------------------- | ---------------------------------------------------------- | ---------------------------------------------------------- | ---------------------------------------------------------- | ---------------------------------------------------------- | ---------------------------------------------------------- | ---------------------------------------------------------- | ---------------------------------------------------------- | ---------------------------------------------------------- | ---------------------------------------------------------- | ---------------------------------------------------------- | ---------------------------------------------------------- | ---------------------------------------------------------- |
| Positie                                                    | 436                                                        | 872                                                        | 859                                                        | 859                                                        | 894                                                        | 496                                                        | 259                                                        | 283                                                        | 469                                                        | 558                                                        | 443                                                        | 404                                                        | 434                                                        | 308                                                        | 272                                                        | 384                                                        |